# Serhiivka, Novotroiițke
Serhiivka (în ucraineană Сергіївка) este localitatea de reședință a comunei Serhiivka din raionul Novotroiițke, regiunea Herson, Ucraina.

## Demografie
Componența lingvistică a localității Serhiivka
     Ucraineană (95,78%)
     Rusă (4,03%)
     Alte limbi (0,1%)
Conform recensământului din 2001, majoritatea populației localității Serhiivka era vorbitoare de ucraineană (95,78%), existând în minoritate și vorbitori de rusă (4,03%).